# Konkordance
Konkordance (z lat. concordia = „shoda“, „svornost“) je shoda určitých sledovaných znaků.

## Konkordance v politice
Jako konkordanční demokracie se označuje typ lidové vlády, jehož cílem je zapojit do politického procesu co největší počet aktérů (strany, sdružení, menšiny, sociální skupiny) a přijímat rozhodnutí dosažením konsensu. V tomto ohledu je konkordanční demokracie podobnou formou konsensuální demokracie, ve které většinová dominance jako rozhodovací mechanismus v politickém systému nehraje ústřední roli. Protipól konkordanční demokracie se označuje jako konkurenční demokracie.

## Konkordance v literární vědě a biblistice
V literární vědě, zejména biblistice, se tak zpravidla označují i knihy obsahující seznam nebo soupis věcných nebo slovních podobností v různých částech knihy nebo různých knihách. Pro takovéto seznamy nebo soupisy se pak také používá název konkordance, v metonymicky přeneseném významu.
Obvykle jsou konkordance slov sepisovány jako slovníky, tj. podle výrazů v abecedním pořádku. U každého z nich je udáno, kde jej v knize lze nalézt. Věcné konkordance (například popis téže události nebo shodná myšlenka) bývají uváděny v poznámkovém aparátu kritického vydání knihy.
Nejčastěji sledované a popisované konkordance jsou konkordance biblické, tj. konkordance, které udávají, na kterých místech Bible lze nalézt různá slova, většinou včetně vypsání nejbližšího kontextu, nebo – v rámci jednoho výrazu – tříděno i dále podle menších odchylek ve významu. Konkordance se samozřejmě liší podle překladu, protože každá verze používá na velkém počtu míst poněkud odlišná slova. Proto se udává biblická konkordance podle překladu, k němuž je dělána.
Konkordance sloužily k rychlému vyhledávání podobných a souvisejících pasáží v rozsáhlém textu. Dnes je tato práce nahrazena počítačovým softwarem; z nejznámějších programů pro práci s Biblí, který nahrazuje práci s biblickou konkordancí, je např. Bible Works,Theophilos nebo český Davar.

## Konkordance v genetice a obecně v metodologii výzkumů
Konkordancí se nazývá v genetice shoda v určitém sledovaném znaku u členů sledovaného souboru.
Podobně lze konkordance sledovat i v jiných typech a oborech výzkumů při porovnávání.

## Konkordance v geologii
V geologii se konkordance nazývá, jsou-li geologické vrstvy uloženy na sobě ve shodě s pořadím podle svého stáří od nejmladší na povrchu po nejstarší ve spodní části dle pravidla superpozice. U některých případů je konkordance vrstev přerušena, v takovém případě hovoříme o hiátu.

## Konkordance v psychologii a psychometrice
V psychologii je při vývoji a používání psychologických testů, ve kterých měřeného člověka posuzují jiné osoby (psycholog, lékař, výzkumník a další), používána konkordance ve smyslu shody posuzovatelů, a je tak jedním z ukazatelů reliability testu. Používá se též v kvalitativním výzkumu. Protože prostá korelace posuzovatelů není pro tento účel vhodná, zavádí psychometrika koeficient konkordance (určený pro zjištění shody více posuzovatelů) a v případě nominálních proměnných koeficient kappa.

## Konkordance v kosmologii
Termín "konkordanční model" se v kosmologii používá pro označení v současnosti uznávaného a nejčastěji používaného kosmologického modelu. Je důležité takový model stanovit, protože měření mnoha astrofyzikálních veličin (např. vzdálenosti, poloměru, luminozity a povrchové jasnosti) na použitém kosmologickém modelu závisí. V současné době je za konkordanční brán model Lambda-CDM (zahrnuje chladnou temnou hmotu a kosmologickou konstantu). V tomto modelu je vesmír starý 13,7 miliardy roků a skládá se ze 4 % baryonové hmoty, 23 % temné hmoty a 73 % temné energie. Hubbleova–Lemaîtreova konstanta pro tento model je 71 km/s/Mpc a hustota vesmíru je velmi blízko kritické hodnotě pro rekolaps. Tyto hodnoty byly odvozeny z pozorování kosmického mikrovlnného záření pozadí družicí WMAP (Wilkinson Microwave Anisotropy Probe).